# Ares Vallis

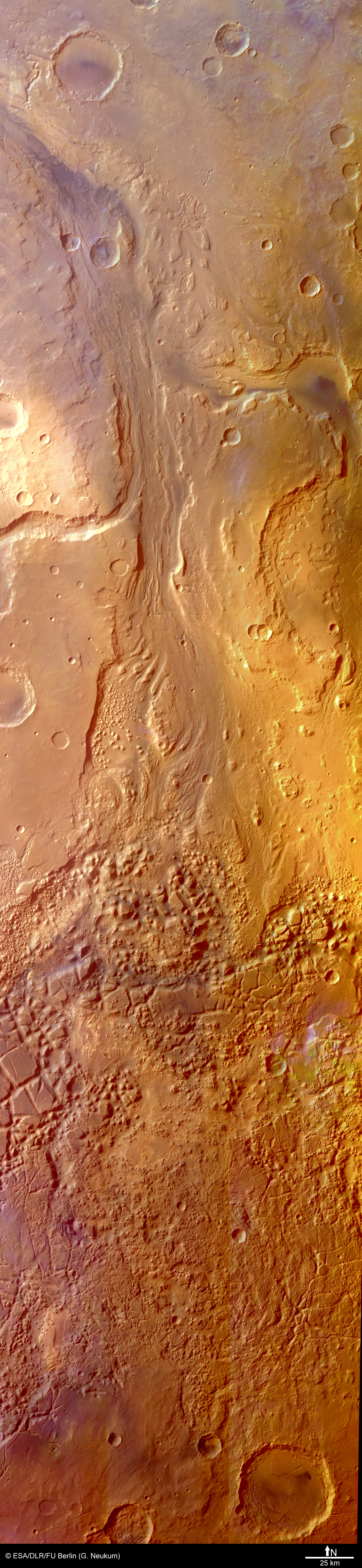
Ares Vallis (oben im Bild) mit Iani Chaos (unten im Bild) und dem Zufluss aus dem Aram Chaos (Bildmitte links)

Ares Vallis ist ein ehemaliges Ausflusstal in der Margaritifer Terra auf dem Mars.

## Lage
Ares Vallis beginnt nördlich des Iani Chaos, mit dem das Flusstal durch eine 180 km × 200 km große Übergangszone verbunden ist. Es verläuft in Richtung Norden und beschreibt einen Bogen um das Gebiet des Aram Chaos. Mit diesem ist es durch einen schmaleren Abflusskanal verbunden, welcher aus dem Chaosgebiet in das Ares Vallis mündet.

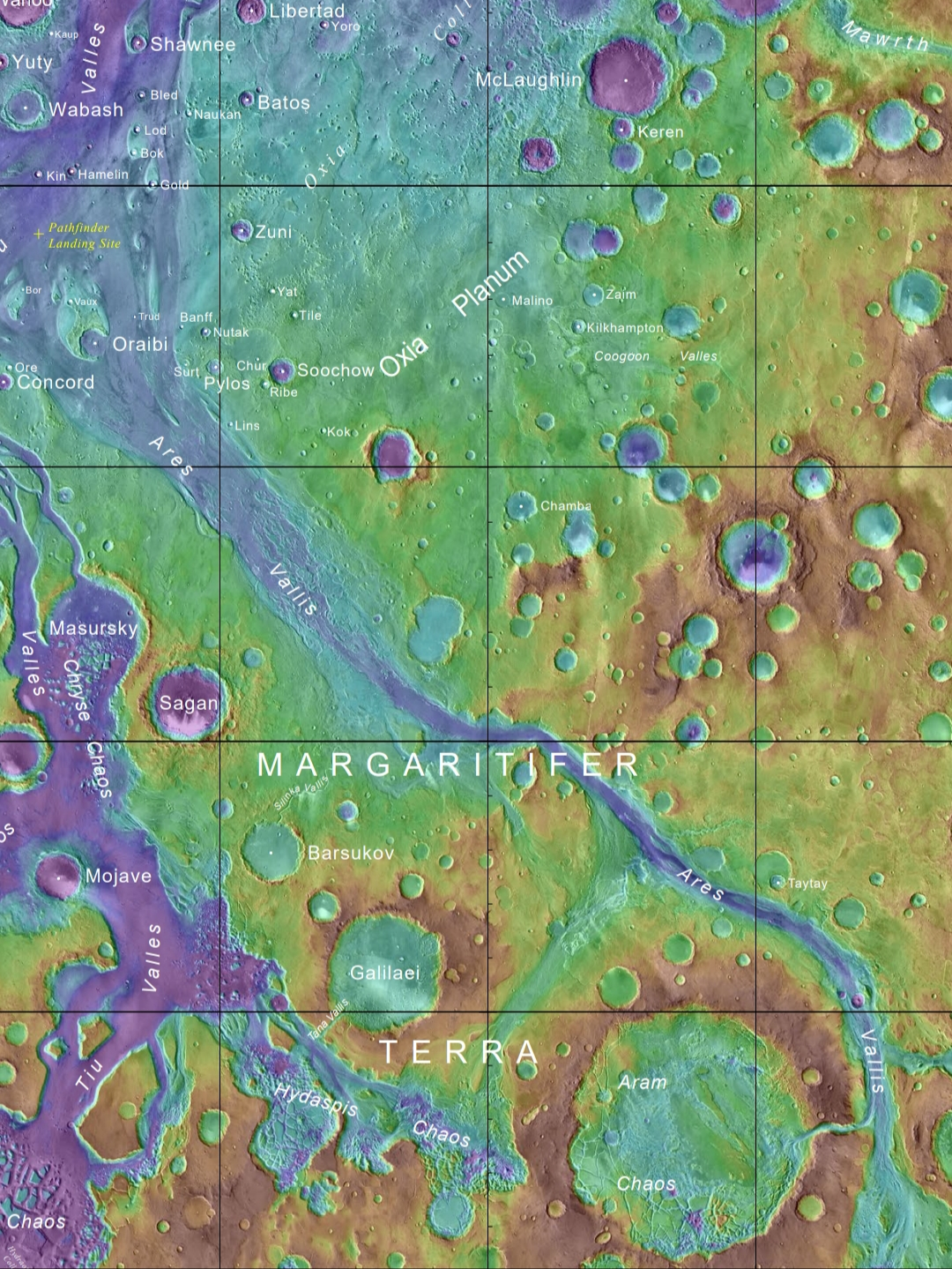
Karte des Ares Vallis

Weiter verläuft es als schmales, tiefes Tal (ca. 25 km breit und ca. 1 km tief) in Richtung Nordwest durch das Hochland der Margaritifer Terra hindurch, weitet sich dann und mündet schließlich in einem Delta in die Crysae Planitia. Insgesamt hat das Tal eine Länge von ca. 2000 km.

## Entstehung
Die Kräfte, die das Ares Vallis formten, hatten ihren Ursprung in den Chaotischen Gebieten Iani Chaos und Aram Chaos. Diese entstanden in der Hesperianischen Periode vermutlich durch im Untergrund lagernde große Eismassen, die durch eine plötzliche Erwärmung schmolzen. In der Folge sackte die Oberfläche in die so entstandenen Hohlräume ab und das abfließende Schmelzwasser formte das Tal. Nach derzeitigem Kenntnisstand geschah dies durch katastrophale Flutereignisse, in denen große Wassermassen mit sehr hoher Energie durch das Tal drängten. Belege dafür sind tropfenförmige Inseln, so z. B. an der südlichen Grenze zur Übergangszone oder im Mündungsbereich, stromlinienförmige Rücken und Uferzonen in verschiedenen Höhen.
Es wird vermutet, dass das Tal einst Teil des Uzboi-Ladon-Morava-Systems (kurz ULM-System) gewesen ist, welches sich von der Argyre Planitia auf der Südhalbkugel bis zur Crysae Planitia auf der Nordhalbkugel über 8000 km erstreckt und mittlerweile durch mehrere später entstandene Einschlagskrater und Erosionsprozesse durchbrochen ist.

## Erforschung
1976 war der nördliche Talbereich - genauer gesagt die tropfenförmigen Inseln um den Krater „Lins“ als Landestelle für die US-amerikanische Landesonde „Viking 1“ vorgesehen. Nachdem die Raumsonde detaillierte Fotos von der vorgesehenen Landestelle angefertigt hatte, wurde das Gebiet als zu gefährlich für eine Landung angesehen, und die Sonde ging schließlich weiter nordwestlich in der Crysae Planitia erfolgreich nieder.
1997 landete im Mündungsgebiet des Deltas in der Crysae Planitia erfolgreich die US-amerikanische Raumsonde „Mars Pathfinder“ mit dem Marsrover „Sojourner“.